# Гревс, Александр Петрович
Александр Петрович Гревс (18 августа 1876, Ставидла, Киевская губерния — 14 января 1936, Виль-Жюфе, Франция) — русский военачальник, генерал-майор, участник Белого движения.

## Биография
- 1895 — Окончил Николаевский кадетский корпус.
- 1897 — Окончил Николаевское кавалерийское училище, выпущен в 10-й драгунский Екатеринославский полк.
- 1899 — Переведен в Лейб-гвардии Гусарский полк.
- 1904 — Во время русско-японской войны уехал добровольцем в действующую армию. Служил в Терско-Кубанском конном полку. За разведку во время Мукденского сражения награждён Золотым оружием.
- Служил в Лейб-гвардии Гусарском полку.
- 1913 — Полковник.
- 1914 — В составе полка выступил на фронт Первой мировой войны. Воевал на Персидском фронте.
- 27 октября 1914 — Отличился в бою, за что был лично награждён Государем.
- 29 марта 1916 — Командир 18-го драгунского Северского полка.
- 3 декабря 1916 — Командир Лейб-гвардии Конно-Гренадерского полка.
- 1918 — Командовал добровольческой дружиной в Киеве
- Февраль 1919 — Прибыл в Добровольческую армию, назначен командиром Черкесского полка.
- Май 1919 — Назначен начальником Горской дивизии. Отличился в сражении за ст. Великокняжескую в составе конной группы генерала Врангеля.
- Сентябрь 1919 — Начальник Сводного корпуса в составе Горской и Атаманской дивизий в чине полковника. Во время наступления на Царицын при форсировании реки Сал прижал красных к Дону и разбил их, захватив 24 орудия, пленных, обозы и большие стада скота и лошадей».
- Обеспечивал левый фланг Кавказской армии, двигаясь по левому берегу Дона в сторону Царицына.
- Участвовал в боях в районе Царицына.
- Лето 1919 — По представлению генерала Врангеля произведен в генерал-майоры.
- В Крыму продолжал командовать Горской бригадой.
- Февраль 1920 — Эмигрировал из Крыма.
- 23 мая 1920 — Вернулся в Крым.
- Октябрь 1920 — Окончательно эмигрировал, не получив должности в армии Врангеля.
- Некоторое время находился в Сербии, а затем переехал во Францию, где служил на одном из частных предприятий. Состоял членом Гвардейского Объединения.

Скончался в Виль-Жюфе под Парижем 14 января 1936 года. Похоронен на русском кладбище Сент-Женевьев де Буа.
Был женат на дочери гвардии капитана Софии Васильевне Христофоровой (1882—?)

## Награды
- Орден Св. Анны 4-й ст. (1904)
- Орден Св. Станислава 3-й ст. с мечами и бантом (1904)
- Орден Св. Анны 3-й ст. с мечами и бантом (1905)
- Золотое оружие (ВП 14.03.1906)
- Орден Св. Станислава 2-й ст. (1911)
- Орден Св. Анны 2-й ст. (1913)
- Орден Св. Владимира 4-й ст. с мечами и бантом (ВП 04.11.1914)
- Орден Св. Владимира 3-й ст. с мечами (ВП 01.1915)
- Мечи к Св. Анны 2-й ст. (ВП 24.05.1916)
- Мечи к Св. Станислава 2-й ст. (ВП 06.06.1916).